# Абира
Абира (яп. 安平町 Абира-тё:) — посёлок в Японии, находящийся в уезде Юфуцу округа Ибури губернаторства Хоккайдо. Площадь посёлка составляет 237,13 км², население — 8642 человека (30 июня 2014), плотность населения — 36,44 чел./км².

## Географическое положение
Посёлок расположен на острове Хоккайдо в губернаторстве Хоккайдо. С ним граничат города Томакомай, Титосэ и посёлки Ацума, Юни.

## Население
Население посёлка составляет 8642 человека (30 июня 2014), а плотность — 36,44 чел./км². Изменение численности населения с 1980 по 2005 годы:
| 1980 | 11 258 чел. |  |
| 1985 | 10 526 чел. |  |
| 1990 | 9519 чел.   |  |
| 1995 | 9484 чел.   |  |
| 2000 | 9438 чел.   |  |
| 2005 | 9131 чел.   |  |